# Huoche Xizhan (häradshuvudort i Kina, Xinjiang Uygur Zizhiqu, lat 43,87, long 87,42)
Huoche Xizhan (kinesiska: 火车西站) är en häradshuvudort i Kina. Den ligger i den autonoma regionen Xinjiang, i den nordvästra delen av landet, omkring 15 kilometer nordväst om regionhuvudstaden Ürümqi. Antalet invånare är 172 796. Befolkningen består av 80 677 kvinnor och 92 119 män. Barn under 15 år utgör 14,0 %, vuxna 15-64 år 76 %, och äldre över 65 år 9,0 %.
Runt Huoche Xizhan är det mycket tätbefolkat, med 6 711 invånare per kvadratkilometer. Närmaste större samhälle är Ürümqi, 16,4 km sydost om Huoche Xizhan. Trakten runt Huoche Xizhan består i huvudsak av gräsmarker.
Genomsnittlig årsnederbörd är 311 millimeter. Den regnigaste månaden är november, med i genomsnitt 54 mm nederbörd, och den torraste är januari, med 11 mm nederbörd.